# Poslanecká sněmovna Říšské rady
Poslanecká sněmovna Říšské rady (německy Haus der Abgeordneten des Reichsrathes, též Abgeordnetenhaus des Reichsrathes, později psáno Reichsrates) byla dolní komora Říšské rady, která působila jako nejvyšší zákonodárný sbor Rakouského císařství (po přijetí rakousko-uherského vyrovnání roku 1867 nejvyšší zákonodárný sbor předlitavské části Rakouska-Uherska). Sídlila ve Vídni. Horní komorou Říšské rady byla Panská sněmovna.

## Historie
Roku 1861 vydal císař tzv. únorovou ústavu. Ta zřídila dvoukomorovou Říšskou radu. Její dolní komora, Poslanecká sněmovna Říšské rady, byla podle únorové ústavy volena zemskými sněmy podle přesně stanovených početních poměrů. Poslanecká sněmovna byla ústavou koncipována jako širší a užší. Širší Říšská rada (343 členů) měla reprezentovat všechny korunní země monarchie, užší Říšská rada (203 členů) neměla zahrnovat poslance za Království lombardsko-benátské a za Země Koruny svatoštěpánské (Uhersko). Fakticky se ovšem sněmovna nikdy v širším plénu nesešla. Benátsko ani Uherské země do Říšské rady své zástupce nevyslaly (s výjimkou několika poslanců za Sedmihradsko). Reálně se tak sešla jen užší Říšská rada.
Kvůli pokračujícím sporům okolo státoprávního uspořádání monarchie, zejména postavení Uherska, vydal roku 1865 císař tzv. zářijový manifest, kterým pozastavil platnost ústavy a rozpustil Říšskou radu. Status Uherska měl projednat Uherský sněm. Po rakousko-uherském vyrovnání roku 1867 byla přijata tzv. prosincová ústava, která obnovovala v základních obrysech Říšskou radu dle únorové ústavy z roku 1861, ovšem nyní již jen jako parlament Předlitavska (Království a země na říšské radě zastoupené), tedy dosavadní užší Říšská rada. Počet poslanců delegovaných jednotlivými předlitavskými zemskými sněmy byl zachován a celkový počet poslanců tak činil 203. Prosincová ústava výslovně Říšské radě přiznávala zákonodárnou moc, zatímco v letech 1861–1865 šlo stále formálně o pouhý poradní sbor panovníka.
V roce 1873 byl schválen ústavní Zákon o přímých volbách, tzv. dubnovou ústavou, který zaváděl přímé volby do Poslanecké sněmovny Říšské rady (poslanci tedy již nebyli delegáty zemských sněmů). Počet poslanců se v rámci reformy zvýšil na 353. Volilo se odděleně ve čtyřech kuriích, volební právo bylo omezeno volebním cenzem (minimálním daňovým odvodem). Poprvé se přímo volilo ve volbách do Říšské rady roku 1873. Následovaly další reformy volebního systému. Volební reforma z roku 1882 měnila volební cenzus (změkčovala kritéria pro přiznání volebního práva, takzvaní pětizlatkoví voliči). Badeniho volební reforma roku 1896 k dosavadním čtyřem kuriím (velkostatkářská, městská, kurie obchodních a živnostenských komor a kurie venkovských obcí) přidala kurii pátou, všeobecnou s všeobecným volebním právem pro muže. Počet poslanců byl zvýšen na 425. V letech 1906–1907 Říšská rada odsouhlasila pod tlakem demonstrací zavedení všeobecného a rovného volebního práva pro muže. Systém kurií a omezení daná volebním cenzem byly zrušeny. Počet poslanců stoupl na 516. Volilo se dvoukolovým většinovým systémem v jednomandátových obvodech.

## Volby do Poslanecké sněmovny Říšské rady
V období přímých voleb se konalo osm voleb do Poslanecké sněmovny Říšské rady.
- Volby do Říšské rady 1873 – První přímé volby. V Poslanecké sněmovně Říšské rady dominovala s 218 mandáty z celkových 353 německá liberální Ústavní strana. Opozici reprezentoval Polský klub se 49 poslanci a klub Strany práva s 44 poslanci. Většina českých poslanců Říšskou radu bojkotovala, stejně jako zástupci některých dalších národností.
- Volby do Říšské rady 1879 – Výrazné posílení konzervativních a federalistických sil a oslabení Ústavní strany. Návrat Čechů na Říšskou radu. Zrod nové parlamentní většiny zahrnující Polský klub, Český klub a Stranu práva.
- Volby do Říšské rady 1885 – První volby po rozšíření volebního práva Taaffeho reformou roku 1882. Potvrzení stávajících silových poměrů. Dominance konzervativních a federalistických sil.
- Volby do Říšské rady 1891 – Propad staročechů a nástup radikálnějších mladočechů rozbil dosavadní parlamentní většinu.
- Volby do Říšské rady 1897 – První volby po dalším rozšíření volebního práva Badeniho reformou roku 1896. Posílení klerikálních a nacionálních proudů mezi rakouskými Němci, oslabení liberálů, v českém táboře trvající dominance mladočechů. Celkově fragmentace Poslanecké sněmovny podle stavovských a etnických linií. První poslanci zvolení za sociální demokracii.
- Volby do Říšské rady 1901 – Pokračující dezintegrace stranického spektra v období národnostních a sociálních sporů.
- Volby do Říšské rady 1907 – První volby po zavedení všeobecného a rovného volebního práva. Úspěch sociálních demokratů všech národností i klerikálů, v českém táboře také nástup agrární strany.
- Volby do Říšské rady 1911 – Jisté oslabení sociálních demokratů a klerikálů vzhledem k taktickému hlasování ve 2. kole voleb. Trvající fragmentace parlamentu a významná role národoveckých stran.

## Předsedové Poslanecké sněmovny Říšské rady
- Franz von Hein, 1861–1863
- Leopold Hasner von Artha, 1863–1865
- Karl Giskra, 1867–1868
- Moritz von Kaiserfeld, 1868–1870
- Franz von Hopfen, 1870–1873
- Karl Rechbauer, 1873–1879
- Franz Coronini-Cronberg, 1879–1881
- Franciszek Jan Smolka, 1881–1893
- Johann von Chlumecký, 1893–1897
- Theodor Kathrein, 1897
- Dawid Abrahamowicz, 1897–1898
- Viktor Fuchs, 1898–1901
- Moritz Vetter-Lilie, 1901–1907
- Richard Weiskirchner, 1907–1909
- Robert Pattai, 1909–1911
- Julius Sylvester, 1911–1917
- Gustav Gross, 1917–1918

## Politické strany v Poslanecké sněmovně Říšské rady
V 60. a 70. letech 19. století dominovala německo-rakouská liberálně a centralisticky orientovaná skupina (takzvaná Německá ústavní strana). Jejím hlavním oponentem byla konzervativní a federalistická Strana práva, kterou na Říšské radě reprezentoval Hohenwartův klub. Další federalistické síly (zejména čeští poslanci) se po dlouhou dobu odmítaly do práce sněmovny zapojit na protest proti ústavnímu vývoji státu. Ke změně došlo po volbách roku 1879, kdy Češi své mandáty převzali. Vznikla vláda Eduarda Taaffeho, kterou tvořily Strana práva, Polský klub a Český klub. Tato koalice přetrvala až do počátku 90. let, kdy radikálnější Národní strana svobodomyslná (mladočeská) převládla v českém táboře nad staročechy. Postupně docházelo k fragmentaci stranického spektra u všech národností Předlitavska. Ve sněmovně existoval řada menších klubů, zejména etnicky a ideologicky definovaných.
Jako nové politické síly se vynořily strany klerikální: české (Křesťansko-sociální strana v Čechách, Národní strana katolická v království Českém, Moravsko-slezská křesťansko-sociální strana na Moravě, Katolická strana národní na Moravě), německé (Katolická lidová strana, Křesťansko-sociální strana), polské (Stronnictwo Chrześcijańsko-Ludowe, Stronnictwo Katolicko-Narodowe, Polskie Centrum Ludowe) ukrajinské (Ukrajinská křesťansko-sociální strana) nebo slovinské (Katoliška narodna stranka, Slovenska ljudska stranka); dále agrární: české (Česká agrární strana), německé (Německá agrární strana) nebo polské (Związek Stronnictwa Chłopskiego, Polská lidová strana, Polskie Stronnictwo Ludowe „Piast”, Polskie Stronnictwo Ludowe Lewica); sociálně demokratické a dělnické: české (Českoslovanská sociálně demokratická strana dělnická, Česká sociálně demokratická strana v Rakousku, Česká strana národně sociální), německé (Sociálně demokratická strana Rakouska, Německá dělnická strana), polské (Polská sociálně demokratická strana Haliče a Slezska) nebo ukrajinské (Ukrajinská sociálně demokratická strana).
Dále se vyvíjely i strany konzervativní, liberální, liberálně národní a nacionální: české (Česká strana radikálně pokroková, Česká strana státoprávní, Česká strana lidová), německé (Německá lidová strana, Všeněmecké sjednocení, Německá radikální strana, Německá pokroková strana), polské (Polská demokratická strana, Narodowa Demokracja, Stronnictwo Narodowo-Demokratyczne, Stronnictwo Postępowo-Demokratyczne), ukrajinské (Ukrajinská národně demokratická strana), chorvatské (Strana práva, Chorvatská strana, Chorvatská demokratická strana, Čista stranka prava) nebo slovinské (Narodno napredna stranka).
Až do zániku kuriového systému v roce 1907 měla významné pozice v Poslanecké sněmovně Říšské rady šlechta, respektive statkáři volení v samostatné velkostatkářské kurii. I oni se sdružovali do politických klubů a formací. V nejen německém prostředí byla spojencem liberální Ústavní strany mezi velkostatkáři Strana ústavověrného velkostatku, v českém prostředí naopak za české státní právo bojovala Strana konzervativního velkostatku, mezi Poláky představovali šlechtici trvale vlivnou skupinu (stańczycy, podolacy).
V Poslanecké sněmovně Říšské rady se strany sdružovaly do poslaneckých klubů, které často zahrnovaly několik frakcí a byly jen volnými střechovými aliancemi (Český klub, Polský klub, Jihoslovanský klub, Německý národní svaz nebo Hohenwartův klub).